# Natik Hashim
Natik Hashim Abid-Aoun (15 de janeiro de 1960 - 26 de setembro de 2004) foi um futebolista profissional iraquiano, que atuava como meia.

## Carreira
Natik Hashim fez parte do elenco da histórica Seleção Iraquiana de Futebol da Copa do Mundo de 1986 